# ニューエラ・キャップ・カンパニー
ニューエラ・キャップ・カンパニー（New Era Cap Company）は、ニューヨーク州バッファーローに本社を置く、アメリカ合衆国の帽子製造会社。1920年にドイツ系の移民であったエルハルド・クックが創業した。

## スポーツチームとの提携
1934年に開始したクリーブランド・インディアンスへの試合用キャップ提供を皮切りに、他メーカーの下請け製造などを経て供給先の球団を徐々に増やし、その後1990年代に入るとメジャーリーグベースボール（MLB）のオフィシャルサプライヤーとして、MLB全30チームとその傘下のマイナーリーグ所属全チームのキャップを独占的に製造する権利を与えられ、現在に至っている。プロ仕様のモデルを一般消費者向けに販売し始めたのは1970年代後半からであり、ファンの間でプロと同じキャップを被ることが一般的となったのは1980年代に入ってからであった。なお、1997年に誕生して以来一般向けの商品にのみ採用されていた左側頭部の「フラッグロゴ」であるが、2016年のポストシーズンゲームよりMLBでも採用されはじめ、2017年からは公式戦でもロゴの使用が認められるようになった。
さらに、2000年代に入ると韓国野球委員会（KBO）や、日本野球機構（NPB）、オーストラリアン・ベースボールリーグ（ABL）などの国外リーグに所属する一部のチームに対してもキャップを提供するようになり、さらに、ナショナルホッケーリーグ（NHL）、ナショナル・バスケットボール・リーグ（NBA）、ナショナルラグビーリーグ、ビッグ・バッシュ・リーグ（オーストラリアのクリケットのリーグ）などのプロスポーツチームの他、リトルリーグや、200以上のアメリカ合衆国の大学と業務提携を結んでいる。加えて、2010年代に入ると、2012年4月にナショナル・フットボール・リーグ（NFL） がフィールドで用いるキャップの公式プロバイダーとなったことに始まり、2013年10月にはナショナル・ラクロス・リーグ（NLL）の公式サプライヤー、2014年5月12日にはユーロリーグの独占帽子プロバイダーの地位を獲得した。
また、2023年には日本のプロバスケットボールリーグ・B.LEAGUEに所属するサンロッカーズ渋谷と契約。B.LEAGUEに所属するクラブとは初めてのサプライヤー契約となり、ユニフォームにフラッグロゴが掲出される予定。

## 会社の移転
2006年11月21日、本社をニューヨーク州バッファーロー郊外のダービーから、バッファロー中心部の旧ニューヨーク連邦準備銀行バッファロー支店ビル（Federal Reserve Bank of New York Buffalo Branch）のリノベーションされた社屋に移転した。

## 労働争議
2001年にはアメリカ通信労働組合と、2007年から2008年にかけては全米トラック運転手組合と争議があった。

## キャップのリコール
2007年夏、ニューヨーク・ヤンキースモデルの帽子3種類について、帽子に施されたデザインがギャングを連想させるとして全米で自主回収を行った。3点のうち2点には頭頂部の回りにバンダナを蒔いているような模様が入っており、残り1点は金色の王冠が描かれていた。
「Peace on the Street」の活動に関わっているニューヨーク市警察のブライアン・マルティネス（Brian Martinez）刑事は、「バンダナはギャングの旗のようなものだ」とし、「ニューエラはギャングの構成員たちに実に便利なものを提供しようとしているのだ、何しろ今や、旗がそのまま帽子の一部になっているのだから」と述べた。問題の帽子に施されていた模様は、クリップス、ブラッズ、ラテンキングスの旗印に類似していた。多くのニューヨーク市民はこのキャップに抗議の声を上げ、こうした動きに対してニューエラの広報担当者は「ギャングたちに商品を売り込もうという意図はなかった」と述べ、民間の活動家たちや警察当局からの指摘を受けて直ちに行動をとった。